# Jaap Blokker
Jacob (Jaap) Blokker (Amsterdam, 5 februari 1942 – Laren, 5 juli 2011) was een Nederlands zakenman. Hij was van 1976 tot najaar 2010 algemeen directeur van de toenmalige Blokker Holding, die een aantal ketens van detailhandelszaken beheerde. Ook was hij kunstverzamelaar.

## Levensloop
Het bedrijf van Jaap Blokker werd in 1896 door de grootvader van Blokker, Jacob Blokker, in Hoorn opgericht. De vader van Jaap, Albert Blokker, kocht zijn broers uit en werd zo de enige eigenaar van de firma. Jaap Blokker zelf begon al vroeg, op 12-jarige leeftijd, in de vakantie in de Blokker-winkel in de Kalverstraat in Amsterdam mee te helpen. Hij volgde een opleiding in het buitenland en was vervolgens actief op de afdeling inkoop op het hoofdkantoor.
In de jaren die volgden deed Blokker ervaring op als verkoper en bedrijfsleider van verschillende Blokker-filialen en studeerde in de avonduren rechten en economie. In zijn werkzaamheden werd hij begeleid door de adjunct-directeur C.J. Havie. Toen deze in 1967 bij een auto-ongeluk om het leven kwam nam Blokkers vader het besluit zijn zoon in de directie op te nemen en werd hij, samen met Frits Muller, tot adjunct-directeur van de Gebroeders Blokker N.V. benoemd. In de zomer van 1973 volgde Blokkers benoeming, naast zijn vader, tot medevoorzitter van de directie en in 1976 tot bestuursvoorzitter.
Jaap Blokker was samen met zijn broer Albert jr. eigenaar van de multinational. In de periode dat Blokker bestuursvoorzitter was maakte hij zich sterk voor een groot aantal acquisities, waardoor de onderneming sterk groeide. Zo werden in deze periode onder meer Bart Smit (1985), Leen Bakker, Casa en Hoyng (1988), Xenos (1989), Intertoys en Marskramer (1993) en Maxu Toys (1997) overgenomen.

## Opvolging
Blokker maakte zich lange tijd niet al te druk over wie hem moest opvolgen. Verschillende potentiële opvolgers verlieten uiteindelijk het bedrijf. De kwestie werd opeens actueel toen in 2009 bij hem kanker werd geconstateerd. Hij wilde het liefst dat een van zijn familieleden hem opvolgde. Jaaps kinderen en zijn broer Albert hadden geen ambitie in die richting. Hij kwam daarom uit bij zijn neef Roland Palmer, die bereid was hem op te volgen. De ondernemer Jaap Blokker overleed op 5 juli 2011 op 69-jarige leeftijd.

## Wetenswaardigheden
- Jaap en Albert Blokker stonden in 2009 met een geschat vermogen van 1,6 miljard euro als zevende op de Quote 500-lijst. Jaap was overigens niet erg blij met een notering in deze lijst, blijkens een eerdere poging om de publicatie verboden te krijgen.[6] De weduwe van Jaap Blokker, Els Blokker-Verwer, stond in 2013 als zevende op de Quote 500-lijst.
- In 2003 werd Jaap Blokker verkozen tot topman van het jaar.[7] In november 2010 kreeg hij tijdens het ING-Retail Jaarprijs Gala een Lifetime Achievement Award.
- Blokker kwam regelmatig in het nieuws door uitspraken in het (sociaal) jaarverslag van de Blokker Holding. Hij uitte met name zijn bezorgdheid over de toename van criminaliteit die onder andere bleek uit meer overvallen op Blokker-winkels. Hij voegde  daaraan toe dat een aanzienlijk deel hiervan op het conto van illegaal in Nederland verblijvende buitenlanders kwam. De ondernemer pleitte voor "meer blauw (oftewel politie) op straat".[8]
- In april 2018, werd de gehele privékunstcollectie van Els en Jaap Blokker aan het Singer Laren museum geschonken.[9]